# Misaki, Osaka
Misaki (japanska: 岬町?, Misaki-chō) är en landskommun (köping) i Osaka prefektur i Japan.  